# Britney & Kevin: Chaotic
Britney & Kevin: Chaotic je ameriški resničnostni šov s pop pevko Britney Spears in njenim takratnim možem, Kevinom Federlineom. Govori o njunem prvem srečanju, ljubljenju in poroki. Večinoma je sestavljena iz njunih posnetkov, posnetih doma in intervjujev, posnetih nekaj mesecev kasneje. Resničnostni šov je s strani kritikov prejel mešane ocene.

## Serija
Slogan: Se lahko soočite z najino resnico?
Resničnostni šov so naslovili po tematski pesmi, »Chaotic«. Pesem so zaigrali pred začetkom reklam in kasneje izdali EP s pesmimi iz DVD-ja. Serijo je sestavljalo pet epizod, ki so se vsak torek ob devetih zvečer predvajale na kanalu UPN med 17. majem in 14. junijem 2005, kasneje pa so jih predvajali še na kanalih MTV in VH1. Oba, Britney Spears in Kevin Federline sta bila navedena kot producenta resničnostnega šova.
Resničnostni šov so večinoma sestavljali doma posneti posnetki Britney Spears in Kevina Federlinea ter intervjuji iz časa začetka njunega razmerja na evropskem delu njene turneje The Onyx Hotel Tour spomladi leta 2004 in iz časa konca njunega zakona septembra.
Ko so jo vprašali o resničnostnem šovu, je Britney Spears odvrnila: »[Kevina] nisem poznala tako dobro in ko sem na plan potegnila kamero, sem se počutila bolje. To je pravzaprav čudno, saj je bilo na začetku veliko napetosti. Ko sva bila skupaj, sva bila oba zelo živčna. Sama sem zelo sramežljiva in ko sem v rokah držala kamero, sem se počutila, kot da govorim z njim preko slednje. Mislim, da mi je bilo to na začetku v pomoč.« Črno-beli videospot za pesem »Someday (I Will Understand)« se je premierno predvajal v zadnji epizodi resničnostnega šova in prikazuje nosečo Britney Spears. Med premiero videospota in prizori poroke so na kratko prikazali tudi posnetke s snemanja videospota.

## Nagrade
| Leto | Nagrada            | Kategorija                                                     | Rezultat  |
| ---- | ------------------ | -------------------------------------------------------------- | --------- |
| 2005 | Teen Choice Awards | Izbira moškega zvezdnika resničnostnega šova (Kevin Federline) | Nominiran |
| 2005 | Teen Choice Awards | Izbira televizijske serije: Resničnostni šov                   | Nominiran |

## DVD
DVD z naslovom Britney and Kevin: Chaotic... The DVD & More je izšel 27. septembra 2005. Vključuje dodatni CD. DVD vključuje celotno serijo, trideset minut dodatne neizdane fotomontaže, ki vključuje fotografije njune doma posnete posnetke ter album s fotografijami z njune poroke. Vključuje tudi videospota za snemanje pesmi »Do Somethin'« in »Someday (I Will Understand)« ter snemanje videospota za pesem »Someday (I Will Understand)«.

### Dodatni CD
EP, izdan skupaj z DVD-jem Britney & Kevin: Chaotic... The DVD & More, je vključeval tri pesmi, posnete za druge albume, preko katerih nazadnje niso izšle, ter novo pesem, imenovano »Someday (I Will Understand)«.

#### Ozadje in snemanje
Pesem »Someday (I Will Understand)« je edina pesem, posneta posebej za ta EP. Resničnostni šov je naslovljen po svoji tematski pesmi, »Chaotic«. Pesem so posneli za četrti glasbeni album Britney Spears, In the Zone in naj bi se premierno predvajala še pred izidom albuma, vendar je nazadnje niso nikoli izdali. Pesem je napisal in produciral švedski duet Bloodshy & Avant, ki je z Britney Spears sodeloval že pri pesmih »Toxic«, »Showdown«, »Do Somethin'« in drugih pesmi. Tudi pesem »Over to You Now« so posneli za album In the Zone, tako kot pesem »And Then We Kiss«, kot dodatek izdano na tem albumu in katere remix je izšel na kompilaciji B in the Mix: The Remixes.
Pesem »Mona Lisa« so napisali Britney Spears, Teddy Campbell in David Kochanski in že 31. decembra 2004 se je premierno predvajala na losangeleški radijski postaji Kiss FM. Demo verzijo pesmi so predvajali že prej tistega leta. Britney Spears je takrat dejala, da album nosi naslov The Original Doll. Kakorkoli že, pesmi iz neznanih razlogov kasneje niso izdali. Ko so pesem že skoraj celo posneli, so spremenili besedilo. Ostale neizdane pesmi, posnete konec leta 2004, v času snemanja pesmi »Mona Lisa«, so tudi pesmi »Money, Love and Happiness«, »Take Off«, »Like I'm Fallin'« in »Ouch« - tudi te pesmi so nameravali izdati na EP-ju, vendar do danes ostajajo neizdane.

#### Singli
Pesem »Someday (I Will Understand)« se je uvrstila med prvih deset pesmi na lestvicah na Danskem, Madžarskem, Švedskem in v Švici ter med prvih štirideset pesmi na mnogih evropskih lestvicah. Videospot, ki ga je režiral Michael Haussman, je prikazoval Britney Spears med petjem svojemu nerojenemu otroku. Tematska pesem resničnostnega šova, »Chaotic«, je kot singl izšla na Japonskem.

#### Seznam pesmi
| Št.             | Naslov                        | Pisec                                                               | Dolžina |
| --------------- | ----------------------------- | ------------------------------------------------------------------- | ------- |
| 1.              | „Chaotic‟                     | Michelle Bell, Christian Karlsson, Pontus Winnberg, Henrik Johnback | 3:34    |
| 2.              | „Someday (I Will Understand)‟ | Britney Spears                                                      | 3:40    |
| 3.              | „Mona Lisa‟                   | Spears, Teddy Campbell, David Kochanski                             | 3:27    |
| Skupna dolžina: | Skupna dolžina:               | Skupna dolžina:                                                     | 10:41   |

| Britanske in japonske dodatne pesmi | Britanske in japonske dodatne pesmi | Britanske in japonske dodatne pesmi                   | Britanske in japonske dodatne pesmi |
| Št.                                 | Naslov                              | Pisec                                                 | Dolžina                             |
| ----------------------------------- | ----------------------------------- | ----------------------------------------------------- | ----------------------------------- |
| 4.                                  | „Over to You Now‟                   | Guy Sigsworth, Imogen Heap, Robyn, Alexander Kronlund | 3:42                                |
| Skupna dolžina:                     | Skupna dolžina:                     | Skupna dolžina:                                       | 14:23                               |

| Evropski, avstralski & latinsko-ameriški dodatni remiksi | Evropski, avstralski & latinsko-ameriški dodatni remiksi  | Evropski, avstralski & latinsko-ameriški dodatni remiksi | Evropski, avstralski & latinsko-ameriški dodatni remiksi |
| Št.                                                      | Naslov                                                    | Pisec                                                    | Dolžina                                                  |
| -------------------------------------------------------- | --------------------------------------------------------- | -------------------------------------------------------- | -------------------------------------------------------- |
| 4.                                                       | „Someday (I Will Understand)‟ (Hi-Biasov radijski remiks) | Spears                                                   | 3:46                                                     |
| Skupna dolžina:                                          | Skupna dolžina:                                           | Skupna dolžina:                                          | 14:27                                                    |